# Landkreuzer P-1500 Monster

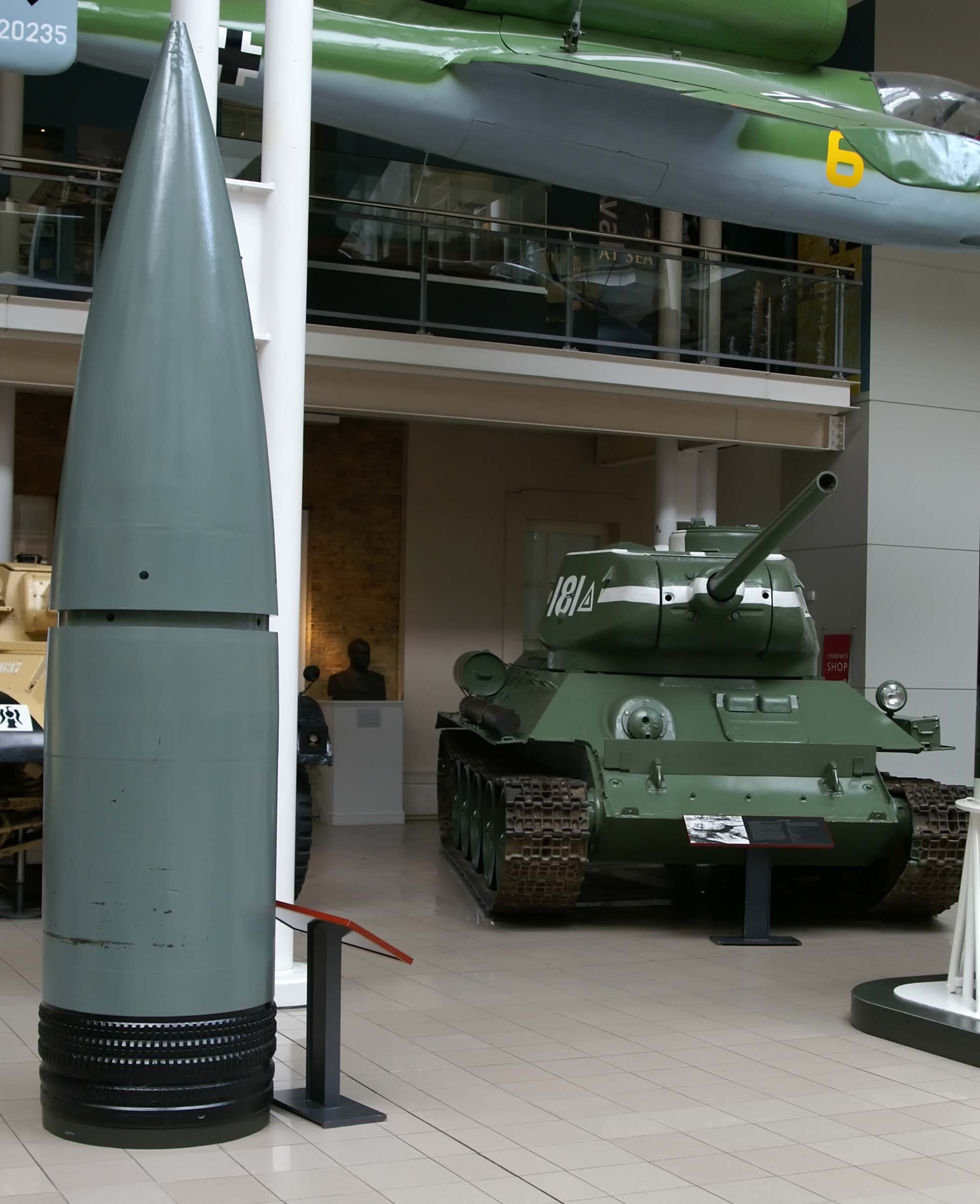
Una carica da 800 mm, che sarebbe dovuta essere usata dal Landkreuzer P-1500 Monster, vicino ad un T-34/85 presso l'Imperial War Museum di Londra (3 settembre 2005)

Il Landkreuzer P-1500 Monster era un progetto di carro armato superpesante disegnato durante la seconda guerra mondiale che rappresentò l'apice della serie di disegni dei carri super-pesanti tedeschi.

## Progetto
Il 23 giugno 1942 il Ministro degli armamenti tedesco propose un carro da 1 000 tonnellate: Landkreuzer P-1000 Ratte. Adolf Hitler espresse il proprio interesse nell'ambizioso progetto che si stava evolvendo.
Nel dicembre dello stesso anno, la Krupp disegnò un carro ancora più pesante da ben 1 500 tonnellate: il Landkreuzer P-1500 Monster.
All'inizio del 1943 però Albert Speer, il Ministro degli Armamenti, cancellò entrambi i progetti.

## Impiego
Questo "incrociatore terrestre" (traduzione dal tedesco Landkreuzer) venne progettato come piattaforma semovente per il cannone Schwerer Gustav da 800 mm, prodotto anch'esso dalla Krupp; si trattava del più grande pezzo di artiglieria mai costruito. I suoi proiettili da 7 tonnellate ciascuno potevano essere lanciati fino a 37 km (23 miglia) di distanza e fu progettato per essere utilizzato contro i bersagli pesantemente fortificati.

## Caratteristiche
Grazie alle sue poderose dimensioni di 42 m di lunghezza, 18 m di larghezza e 7 m di altezza per un peso complessivo di 1.500 tonnellate, il P-1500 sarebbe diventato il più grande carro super-pesante di tutti i tempi. Si pensi che il Panzer VIII Maus, il più pesante e grande carro costruito durante la guerra pesava "solo" 188 tonnellate e che il Panzer VI Tiger I, uno dei carri più temuti dagli Alleati e dai Sovietici, ne pesava 57.
Il P-1500 avrebbe avuto una corazza frontale di 250 mm di spessore e sarebbe stato spinto da due o quattro motori diesel MAN da sommergibile. Dato che il cannone da 800 mm non sarebbe stato installato su una torretta rotante, si può considerare il P-1500 un semovente di artiglieria piuttosto che un carro armato vero e proprio.
Oltre al cannone da 800 mm che avrebbe costituito l'armamento primario, il Monster sarebbe stato armato con due obici pesanti scudati sFH 18 da 150 mm e diversi cannoni automatici MG 151/15 e da mitragliatrici di vario tipo.

## Problemi
Lo sviluppo del P-1500 diede dei significativi problemi pratici legati in generale a tutti i carri pesanti, quali la distruzione delle strade asfaltate sulle quali questi veicoli passavano, l'impossibilità di attraversare ponti e la difficoltà nel trasporto strategico su ferrovia o strada. Più grande era il carro più grandi divenivano questi problemi, fino a diventare, come nel caso dei due Landkreuzer, insormontabili.
La propulsione del mezzo diede non pochi problemi, nel P-1500 come negli altri carri super-pesanti: il carro dalle strabilianti dimensioni sarebbe stato lento e un facile bersaglio per gli aerei (che avrebbero dovuto comunque bombardarlo ripetutamente per distruggerlo).
Per questi ed altri motivi i progetti del P-1000 Ratte e del P-1500 Monster vennero cancellati e nessuno di questi veicoli venne mai costruito.